# Wüstenrot
Wüstenrot là một thị xã ở huyện Heilbronn ở bang Baden-Württemberg, tây nam nước Đức. Đô thị này có diện tích 30,02 km2, dân số thời điểm 31/12/2006 là 6823 người.